# نورمان سافاج
نورمان سافاج (بالإنجليزية: Norman Savage)‏ هو مونتير بريطاني، ولد في 1930 في هندون (لندن) في المملكة المتحدة، وتوفي في 1973 في لندن في المملكة المتحدة بسبب ابيضاض الدم.

## وصلات خارجية
- نورمان سافاج على موقع IMDb (الإنجليزية)
- نورمان سافاج على موقع ألو سيني (الفرنسية)
- نورمان سافاج على موقع أول موفي (الإنجليزية)
- نورمان سافاج على موقع قاعدة بيانات الفيلم (الإنجليزية)
- نورمان سافاج على موقع كينوبويسك (الروسية)